# 斯海尔德省
斯海尔德省（法語：Département de l'Escaut），又称埃斯科省，是法兰西第一共和国及后来法兰西第一帝国的一个省份，位于今比利时和荷兰，以斯海尔德河命名，省会根特。该省份成立于1795年10月1日，时值奥属尼德兰和列日采邑主教区被法兰西第一共和国吞并。在被法国吞并之前，该地是佛兰德伯国和荷蘭共和國的一部分。斯海尔德省大致对应今比利时东佛兰德省与荷兰的泽兰佛兰德地区。 
在1814年拿破仑败北后，该省成为了荷蘭聯合王國的一部分。

## 区划
该省划分为以下几个区（arrondissement）和县（canton）：
根特區
县份：Kruishoutem、Deinze、Evergem、根特、Loochristi、Nazareth、Nevele、Oosterzeele、Zomergem 与 Waarschoot
登德爾蒙德區
县份：Aalst、Beveren、登德尔蒙德、Hamme、Lockeren、Sint-Gillis、Sint-Niklaas、Temse、Wetteren 与 Zele
埃克洛區
县份：Assenede、Axel、埃克洛（1807年后含Vlissingen）、Hulst、IJzendijke、Kaprijke、Oostbourg 与 Sluis
奧德納爾德區
县份：奥德纳尔德、Geraardsbergen、Herzele、Niderbrakel、Ninove、Ronse、Sint-Maria-Horebeke 与 Zottegem